# Panchina d'oro
Le titre de Panchina d'oro (français : banc d'or) est un prix décerné au meilleur entraîneur de football de l'année évoluant en Serie A italienne.
Il est créé à l'issue de la saison 1990-91 en remplacement du Seminatore d'oro.
Le Panchina d'Argento (français : banc d'argent) est également donné au meilleur entraîneur n'évoluant pas en Serie A et ayant remporté une promotion (il est réservé à la Serie B à partir de la saison 2006-07).
Massimiliano Allegri et Antonio Conte, quatre fois vainqueurs, sont les deux entraîneurs ayant le plus de fois remporté le Panchina d'oro.

## Vainqueurs

### Panchina d'oro
| Saison  | Entraîneur           | Club                   |
| ------- | -------------------- | ---------------------- |
| 1990-91 | Raymond Goethals     | Olympique de Marseille |
| 1991-92 | Fabio Capello        | Milan AC               |
| 1992-93 |                      |                        |
| 1993-94 | Fabio Capello        | Milan AC               |
| 1994-95 | Marcello Lippi       | Juventus               |
| 1995-96 | Marcello Lippi       | Juventus               |
| 1996-97 | Alberto Zaccheroni   | Udinese                |
| 1997-98 | Luigi Simoni         | Inter                  |
| 1998-99 | Alberto Zaccheroni   | Milan AC               |
| 1999-00 | Alberto Cavasin      | Lecce                  |
| 2000-01 | Fabio Capello        | AS Roma                |
| 2001-02 | Luigi Delneri        | Chievo Vérone          |
| 2002-03 | Carlo Ancelotti      | Milan AC               |
| 2003-04 | Carlo Ancelotti      | Milan AC               |
| 2004-05 | Luciano Spalletti    | Udinese                |
| 2005-06 | Cesare Prandelli     | Fiorentina             |
| 2006-07 | Cesare Prandelli     | Fiorentina             |
| 2007-08 | Roberto Mancini      | Inter                  |
| 2008-09 | Massimiliano Allegri | Cagliari               |
| 2009-10 | José Mourinho        | Inter                  |
| 2010-11 | Francesco Guidolin   | Udinese                |
| 2011-12 | Antonio Conte        | Juventus               |
| 2012-13 | Antonio Conte        | Juventus               |
| 2013-14 | Antonio Conte        | Juventus               |
| 2014-15 | Massimiliano Allegri | Juventus               |
| 2015-16 | Maurizio Sarri       | Naples                 |
| 2016-17 | Massimiliano Allegri | Juventus               |
| 2017-18 | Massimiliano Allegri | Juventus               |
| 2018-19 | Gian Piero Gasperini | Atalanta               |
| 2019-20 | Gian Piero Gasperini | Atalanta               |
| 2020-21 | Antonio Conte        | Inter                  |
| 2021-22 | Stefano Pioli        | Milan AC               |
| 2022-23 | Luciano Spalletti    | Naples                 |

| Club                   | Entraîneurs | Total |
| ---------------------- | ----------- | ----- |
| Juventus               | 3           | 8     |
| Milan AC               | 4           | 6     |
| Inter                  | 4           | 4     |
| Udinese                | 3           | 3     |
| Fiorentina             | 1           | 2     |
| Atalanta               | 1           | 2     |
| Naples                 | 2           | 2     |
| Cagliari               | 1           | 1     |
| Chievo Vérone          | 1           | 1     |
| AS Roma                | 1           | 1     |
| Lecce                  | 1           | 1     |
| Olympique de Marseille | 1           | 1     |

| Entraîneur           | Titres |
| -------------------- | ------ |
| Massimiliano Allegri | 4      |
| Antonio Conte        | 4      |
| Fabio Capello        | 3      |
| Cesare Prandelli     | 2      |
| Carlo Ancelotti      | 2      |
| Alberto Zaccheroni   | 2      |
| Marcello Lippi       | 2      |
| Luciano Spalletti    | 2      |
| Gian Piero Gasperini | 2      |
| Alberto Cavasin      | 1      |
| Luigi Delneri        | 1      |
| Gian Piero Gasperini | 1      |
| Raymond Goethals     | 1      |
| Francesco Guidolin   | 1      |
| Roberto Mancini      | 1      |
| José Mourinho        | 1      |
| Maurizio Sarri       | 1      |
| Luigi Simoni         | 1      |
| Stefano Pioli        | 1      |

### Panchina d'argento
| Saison  | Entraîneur                                                          | Club                                                |
| ------- | ------------------------------------------------------------------- | --------------------------------------------------- |
| 1990-91 | Vujadin Boškov Ljupko Petrović Johan Cruijff                        | Sampdoria Étoile rouge de Belgrade FC Barcelone     |
| 1991-92 | Carlos Alberto Silva Raymond Goethals Howard Wilkinson Bobby Robson | FC Porto Olympique de Marseille Leeds PSV Eindhoven |
| 1992-93 |                                                                     |                                                     |
| 1993-94 |                                                                     |                                                     |
| 1994-95 | Renzo Ulivieri                                                      | Bologne                                             |
| 1995-96 | Osvaldo Jaconi                                                      | Castel di Sangro                                    |
| 1996-97 | Giuseppe Pillon                                                     | Trévise                                             |
| 1997-98 | Corrado Benedetti                                                   | Cesena                                              |
| 1998-99 | Claudio Foscarini                                                   | Alzano Virescit                                     |
| 1999-00 | Serse Cosmi                                                         | Pérouse                                             |
| 2000-01 | Gianni De Biasi                                                     | Modène                                              |
| 2001-02 | Ezio Rossi                                                          | Triestina                                           |
| 2002-03 | Elio Gustinetti                                                     | AlbinoLeffe                                         |
| 2003-04 | Mario Somma                                                         | Arezzo                                              |
| 2004-05 | Domenico Di Carlo                                                   | Mantoue                                             |
| 2005-06 | Antonio Soda                                                        | Spezia                                              |
| 2006-07 | Gian Piero Gasperini                                                | Genoa                                               |
| 2007-08 | Giuseppe Iachini                                                    | Chievo Vérone                                       |
| 2008-09 | Antonio Conte                                                       | Bari                                                |
| 2009-10 | Pierpaolo Bisoli                                                    | Cesena                                              |
| 2010-11 | Attilio Tesser                                                      | Novare                                              |
| 2011-12 | Zdeněk Zeman                                                        | Pescara                                             |
| 2012-13 | Eusebio Di Francesco                                                | Sassuolo                                            |
| 2013-14 | Maurizio Sarri                                                      | Empoli                                              |
| 2014-15 | Roberto Stellone                                                    | Frosinone                                           |
| 2015-16 | Ivan Jurić                                                          | Crotone                                             |
| 2016-17 | Leonardo Semplici                                                   | SPAL                                                |
| 2017-18 | Aurelio Andreazzoli                                                 | Empoli                                              |
| 2018-19 | Fabio Liverani                                                      | Lecce                                               |
| 2019-20 | Filippo Inzaghi                                                     | Benevento                                           |
| 2020-21 | Alessio Dionisi                                                     | Empoli                                              |
| 2021-22 | Fabio Pecchia                                                       | Cremonese                                           |
| 2022-23 | Fabio Grosso                                                        | Frosinone                                           |

| Club                     | Entraîneurs | Total |
| ------------------------ | ----------- | ----- |
| Cesena                   | 2           | 2     |
| Empoli                   | 3           | 3     |
| SPAL                     | 1           | 1     |
| Crotone                  | 1           | 1     |
| Frosinone                | 2           | 2     |
| Sassuolo                 | 1           | 1     |
| Lecce                    | 1           | 1     |
| Benevento                | 1           | 1     |
| Cremonese                | 1           | 1     |
| Pescara                  | 1           | 1     |
| Novare                   | 1           | 1     |
| Bari                     | 1           | 1     |
| Chievo Vérone            | 1           | 1     |
| Genoa                    | 1           | 1     |
| Spezia                   | 1           | 1     |
| Mantoue                  | 1           | 1     |
| Arezzo                   | 1           | 1     |
| AlbinoLeffe              | 1           | 1     |
| Triestina                | 1           | 1     |
| Modène                   | 1           | 1     |
| Pérouse                  | 1           | 1     |
| Alzano Virescit          | 1           | 1     |
| Trévise                  | 1           | 1     |
| Castel di Sangro         | 1           | 1     |
| Bologne                  | 1           | 1     |
| FC Porto                 | 1           | 1     |
| Olympique de Marseille   | 1           | 1     |
| Leeds                    | 1           | 1     |
| PSV Eindhoven            | 1           | 1     |
| Sampdoria                | 1           | 1     |
| Étoile rouge de Belgrade | 1           | 1     |
| FC Barcelone             | 1           | 1     |

### Panchina d'oro de Prima Divisione
| Saison  | Entraîneur           | Club     |
| ------- | -------------------- | -------- |
| 2006-07 | Dino Pagliari        | Ravenne  |
| 2007-08 | Massimiliano Allegri | Sassuolo |
| 2008-09 | Pierpaolo Bisoli     | Cesena   |
| 2009-10 | Giuseppe Sannino     | Varèse   |
| 2010-11 | Vincenzo Torrente    | Gubbio   |
| 2011-12 | Domenico Toscano     | Ternana  |
| 2012-13 | Roberto Boscaglia    | Trapani  |

| Club     | Entraîneurs | Total |
| -------- | ----------- | ----- |
| Trapani  | 1           | 1     |
| Ternana  | 1           | 1     |
| Gubbio   | 1           | 1     |
| Varèse   | 1           | 1     |
| Cesena   | 1           | 1     |
| Sassuolo | 1           | 1     |
| Ravenne  | 1           | 1     |

### Panchina d'oro de Seconda Divisione
| Saison  | Entraîneur               | Club      |
| ------- | ------------------------ | --------- |
| 2006-07 | Giovanni Pagliari        | Foligno   |
| 2007-08 | Alessandro Pane          | Reggiana  |
| 2008-09 | Leonardo Semplici        | Figline   |
| 2009-10 | Giancarlo Favarin        | Lucchese  |
| 2010-11 | Roberto Boscaglia        | Trapani   |
| 2011-12 | Pierfrancesco Battistini | Pérouse   |
| 2012-13 | Paolo Indiani            | Pontedera |

| Club      | Entraîneurs | Total |
| --------- | ----------- | ----- |
| Pontedera | 1           | 1     |
| Pérouse   | 1           | 1     |
| Trapani   | 1           | 1     |
| Lucchese  | 1           | 1     |
| Figline   | 1           | 1     |
| Reggiana  | 1           | 1     |
| Foligno   | 1           | 1     |

### Prix Panchina d'oro pour la carrière
| Saison | Entraîneur     |
| ------ | -------------- |
| 1991   | Azeglio Vicini |
| 1992   | Enzo Bearzot   |
| 1996   | Cesare Maldini |
| 2002   | Carlo Mazzone  |

### Prix Panchina d'oro spécial
| Saison | Entraîneur                                      |
| ------ | ----------------------------------------------- |
| 1997   | Giovanni Trapattoni Fabio Capello Alberto Bigon |
| 2006   | Marcello Lippi et le staff de la sélection      |

### Prix spécial donné par la FIGC[6]
| Saison | Entraîneur         |
| ------ | ------------------ |
| 1998   | Giuseppe Materazzi |
| 1999   | Marco Tardelli     |
| 2000   | Giovanni Vavassori |
| 2003   | Eugenio Fascetti   |
| 2006   | Claudio Gentile    |
| 2010   | Alberto Zaccheroni |
| 2014   | Roberto Menichelli |